# W-uil
De w-uil (Lacanobia thalassina) is een nachtvlinder uit de familie Noctuidae, de uilen. De voorvleugellengte bedraagt tussen de 16 en 20 millimeter. De soort komt verspreid over Europa voor. Hij overwintert als pop.

## Waardplanten
De w-uil heeft als waardplanten allerlei houtige planten en loofbomen.

## Voorkomen in Nederland en België
De w-uil is in Nederland een algemene soort en in België een lokale en niet zo algemene soort, die verspreid over het hele gebied kan worden gezien. De vlinder kent twee generaties die vliegt van begin mei tot en met september.